# 氮化鋁銦鎵
氮化鋁銦鎵（AlGaInN）是以氮化鎵為基礎的化合物半導體，是氮化鎵、氮化鋁、氮化銦的混合物，常用磊晶成長的方式製成，像是有机金属化学气相沉积法（MOCVD）、分子束外延（MBE）、脉冲激光沉积（PLD）等方式。此材料用在特別的光電應用中，像是藍光雷射LED及藍光LED等。透過調整鋁、銦、鎵的比例，可以調整其能隙等參數。

## 安全性和毒性
有關氮化鋁銦鎵的毒性目前尚未完全研究。其粉末會刺激皮膚、眼睛和肺部。有關氮化鋁銦鎵製備原料（像三甲基铟、三甲基镓和氨）的環境、健康及安全議題以及標準有机金属化学气相沉积法來源的工業衛生監控，目前已有文獻回顧。

## 外部連結
- E. Fred Schubert. . Cambridge University Press. 2012-09-05  [2024-12-05]. ISBN 9780511790546.（13 - The AlGaInN material system and ultraviolet emitters）